# Maria Burani Procaccini
Maria Burani Procaccini (Roma, 27 maggio 1942) è una politica italiana.

## Biografia
Prima di intraprendere personalmente la carriera politica fu finanziatrice del Movimento Sociale Italiano, da cui ricevette anche una proposta di candidatura.
Già deputata nella XII, XIII e XIV legislatura, alle elezioni politiche del 2006 viene eletta senatrice della XV legislatura della Repubblica Italiana nella circoscrizione Lazio per Forza Italia.
Nel 2008, dopo l'esclusione dalle liste del Popolo della Libertà (al cui posto è stato candidato Giuseppe Ciarrapico), aderisce all'Unione di Centro di Pier Ferdinando Casini.
Il figlio Nicola è stato sindaco di Terracina e successivamente è europarlamentare con Fratelli d'Italia.